# Kevin (súng ngắn)
Súng ngắn Kevin còn gọi là Kevin ZP98 là loại súng ngắn bán tự động được phát triển bởi Antonín Zendl trong những năm 1990 cho công ty Zbrojovka Vsetín - Indet (ZVI) tại Cộng hòa Séc. Nó được thiết kế để làm loại vũ khí tự vệ cho dân chúng với kích thước nhỏ và nhẹ để dễ mang đi. Ngoài ra súng cũng có thể là loại vũ khí phụ cho lực lượng quân đội và cảnh sát cũng như được dùng cho việc xuất khẩu. Kevin dã trở thành một trong các loại vũ khí tự vệ phổ biến của dân chúng tại Séc.

## Thiết kế
Kevin sử dụng cơ chế nạp đạn blowback đặc biệt với một cơ chế hãm khí nén được phát triển để giảm độ giật khi bắn của súng và cơ chế điểm hỏa là hoạt động kép. Khung súng được làm bằng hợp kim nhôm rất chắc, khối trượt và nòng làm bằng thép còn tay cầm được làm bằng cao su được gia cố hoặc gỗ. Súng không có cơ chế khóa an toàn.
Hệ thống nhắm cơ bản của súng là điểm ruồi. Súng sử dụng hai loại đạn chính là đạn 9×18mm Makarov và các mẫu cho thị trường phương Tây như mẫu có tên Micro Desert Eagle mà Magnum Research đã mua bản quyền để chế tạo tại Hoa Kỳ thì sử dụng đạn 9×17mm (.380 ACP). Một số loại đạn đặc biệt khác cho súng như đạn cao su và đạn hơi cay cũng được phát triển cho súng để phục vụ cho việc tự vệ ít khả năng gây tử vong.